# Streptosyllis campoyi
Streptosyllis campoyi är en ringmaskart som beskrevs av Brito, Núñez och San Martín 2000. Streptosyllis campoyi ingår i släktet Streptosyllis och familjen Syllidae. Inga underarter finns listade i Catalogue of Life.